# آن راسيل
آن راسيل هي قاضية كندية، ولدت في 22 مايو 1940.